# Ion Apostol
Ion Apostol (n. 21 august 1962) este un politician din Republica Moldova, deputat în parlament începând cu anul 2010.

## Biografie
Ion Apostol s-a născut la 21 august 1962 este profesor de limbi străine și director la SRL "OPTIMAL Impex ", la alegerile parlamentare din 2009 acesta a figurat pe lista candidaților din partea Partidului Liberal cu numărul 19.